# یواس‌اس پینکنی (ای‌پی‌اچ-۲)
یواس‌اس پینکنی (ای‌پی‌اچ-۲) (به انگلیسی: USS Pinkney (APH-2)) یک کشتی بود که طول آن ۴۵۰ فوت ۲ اینچ (۱۳۷٫۲۱ متر) بود. این کشتی در سال ۱۹۴۱ ساخته شد.